# Holzwickede Joboxers
Die Holzwickede Joboxers sind ein deutscher Baseball- und Softballverein mit Sitz in Holzwickede.

## Aktivitäten
Die 1. Mannschaft der Joboxers spielt 2017 in der Baseball Landesliga (IV. Liga). Von 1999 bis 2012 richtete der Verein jährlich mit dem „summer splash“ eine überregional bekannte Pool & Cocktail-Party im Holzwickeder Freibad „Schöne Flöte“ aus.

## Geschichte
Das Team wurde 1986 gegründet. Durch das Engagement des Amerikaners Billy Garcia spielte der Verein schon 1993 in der ersten Bundesliga. 2007 musste sich der Verein aus finanziellen Gründen aus der 2. Bundesliga verabschieden.
1989 besaß das Team die erste Baseballanlage in ganz Nordrhein-Westfalen, 1996 wurde eine neue Anlage auf dem Haarstrang eröffnet, die in Erinnerung an den ersten Trainer „Billy Garcia-Ballpark“ heißt.
2007 ging die neun Jahre zuvor gegründete Fußball-Abteilung zur SG Holzwickede über.
Ende der Saison 2014 musste der Billy Garcia-Ballpark dem Neubau der Holzwickeder Feuerwache Süd weichen. Seitdem tragen die Joboxers ihre Heimspiele im Dortmunder Hoeschpark aus.

## Erfolge
- 1993: Aufstieg in die 1. Bundesliga
- 1994: Deutscher Meister der Junioren
- 1997: Deutscher Vizemeister der Junioren
- 1999: Aufstieg in die 1. Bundesliga
- 2004: Aufstieg in die 1. Bundesliga
- 2012: NRW-Meister
- 2013: Aufstieg in die 2. Bundesliga
- 2013: 2. Mannschaft Bezirksligameister